# Гомотермія

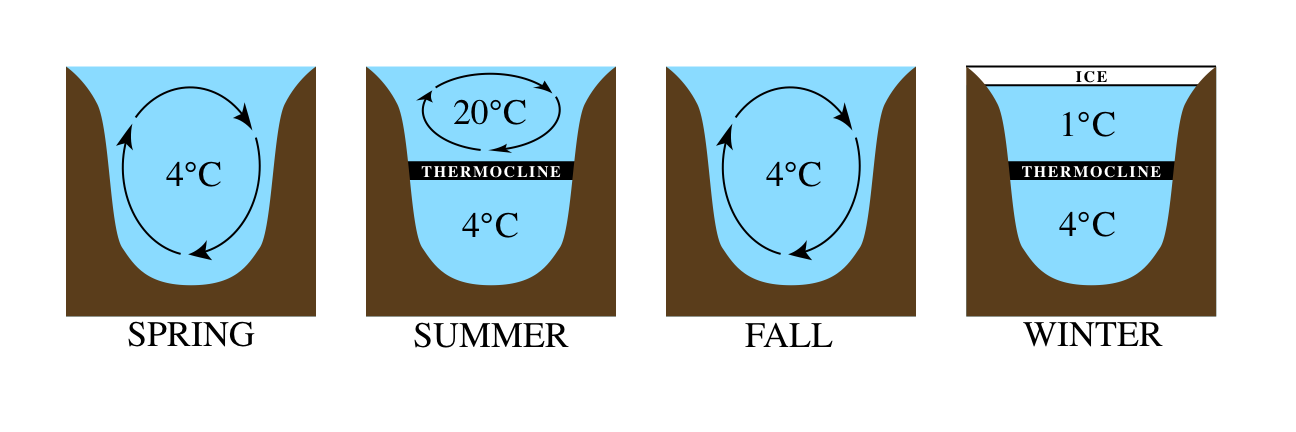
Сезонна температуран стратифікація озерної води у водоймах помірного поясу. Навесні, влітку, восени, взимку

Гомотермі́я (від грец. homós — рівний, однаковий та грец. thérme — тепло) — однакова температура і відповідно густина по всій товщі води водойми (озера, водосховища) або водотоку (річки).
У річках явище гомотермії спостерігається постійно. В озерах помірного поясу гомотермія встановлюється восени після прямої термічної стратифікації (осіння гомотермія), весною — після зворотної термічної стратифікації (весіння гомотермія) та влітку — на мілководних, відкритих дії вітру водоймах.
Залежно від температурної стратифікації озера поділяють:
- теплі (тропічні) — температура завжди перевищує 4 °C, з постійною прямою стратифікацією,
- холодні (полярні) — температура завжди менша 4 °C, з постійною оберненою стратифікацією
- змішані (помірні) — з перемінною стратифікацією за сезонами.

Перший тип озер поширений у тропічному поясі, другий — у полярному, третій — у помірному.